# Basquetebol do CSKA de Moscovo
A seção de basquetebol do CSKA de Moscovo (russo:  Профессиональный баскетбольный клуб ЦСКА Москва) é uma equipe profissional de basquetebol baseado em Moscovo, Rússia. Atualmente o clube é membro da Liga Unida Russa. Muitas vezes é referido no ocidente como "Exército Vermelho" ou o "time do Exército Vermelho" em referência às suas origens como um clube com filiações com o exército soviético. O CSKA conquistou dois títulos europeus entre os anos 2006 e 2009, fazendo a final nas quatro temporadas e avançando para o Final Four da Euroliga em 15 ocasiões no Século XXI. Conquistaram sobre o Maccabi Tel Aviv na final de 2006 em Madri. O CSKA perdeu a final em 2007 por 93–91 para o Panathinaikos na casa dos verdes, o Nikos Galis Olympic Indoor Hall em Atenas. Em 2008, venceram a reedição da final contra o Maccabi por 91-77 em Madri. Em 2009 perderam novamente para o Panathinaikos por 73–71 em Berlim. O clube competiu em 8 final four consecutivos da Euroliga detendo desta forma um recorde histórico.
Grandes nomes do basquetebol europeu e mundial fizeram história no clube, como: Sergei Belov, Gennadi Volnov, Viktor Zubkov, Yuri Korneev, Vladimir Andreev, Anatoly Myshkin, Stanislav Eremin, Rimas Kurtinaitis, Vladimir Tkachenko, Sergei Bazarevich, Alexander Volkov, Andrei Kirilenko, Trajan Langdon, Darius Songaila, Gordan Giriček, Dragan Tarlać, Marcus Brown, Ramūnas Šiškauskas, Theo Papaloukas, Nenad Krstić e Miloš Teodosić. Durante vários anos também, o CSKA guardou a reputação de ser um do clubes mais ricos da Europa, sendo propriedade do bilionário russo Mikhail Prokhorov, e atualmente é de Norilsk Nickel.

## História

### 1923–1991
O clube foi fundado em 29 de abril de 1923 conhecido então como OPPV, quando soldados revezavam-se entre suas funções de caserna e como desportistas durante a noite disputando partidas de futebol nas ligas amadoras de Moscovo. A sigla "OPPV" de Опытно-показательная военно-спортивная площадка всевобуча (em português:  Campo de esportes militar experimental e demonstrativo) e era um departamento militar de educação e desporto do Exército Vermelho, baseado na revolucionária "Comunidade Amadora de Esquiadores".
O primeiro grande êxito da seção de basquetebol veio no campeonato soviética de 1924, quando este era disputado entre cidade e não clubes. Outros dois títulos nacionais seguiram-se em 1928 e 1935. Em 1938 o campeonato soviético passou a ser disputado entre clubes e o CSKA jogou sob a denominação CDKA (Центральный дом Красной Армии, Casa Central do Exército Vermelho). O filho de Joseph Stalin, Vasily fundou o clube BBC MBO que posteriormente fundiu-se com o CDKA. Após a Frente Oriental, conhecida na Rússia como "A Grande Guerra Patriótica, o CSKA estabeleceu-se como o mais respeitado entre os clubes soviéticos de basquetebol.
Em 1954 foi renomeado para CDSA (Центральный дом Советской Армии, Casa Centra do Exército Soviético), entre 1955–60 chamou-se CSK MO e finalmente em 1960 recebeu a atual denominação CSKA (Центральный спортивный клуб Армии, Clube Desportivo Central do Exército).
Foram 4 títulos da antiga Copa dos Campeões Europeus (hoje chamada de EuroLiga) nos anos de 1961, 1963, 1969 e 1971. Ao mesmo tempo que dominava a liga soviética com 24 títulos (1945, 1960–1962, 1964–1966, 1969–1974, 1976–1984, 1988 e 1990).

### 1992–2008
Entre os anos de 1992 e 2000 o CSKA venceu a liga russa de maneira ininterrupta e entre 2003 e 2008 da mesma forma. O CSKA participous dos final four de 1,996, o final four da SuproLiga, então em sequencia participou dos final four de 2003, 2004, 2005 e por fim sagrou-se campeão do final four de 2006.
Na temporada de 2004–05, o clube fez história na Euroliga tornando-se o primeiro a passar a temporada regular invicto, durante a temporada 2004–05 e antes do final four a equipe perdeu apenas uma partida para o FC Barcelona. Mesmo jogando o Final Four na sua arena, perdeu as semifinais para o Tau Cerámica e a decisão do terceiro colocado para o Panathinaikos. Mesmo com o excelente retrospecto na temporada, o CSKA não foi cabeça de chave na próxima temporada da Euroliga.
Em 2006 classificou-se para o Top 16 terminando em terceiro lugar em seu grupo após ser derrotado. Na série melhor de três, o CSKA foi o único a passar as quartas de finais "varrendo" o adversário Efes Pilsen. Então no Final Four passou pelo Barça e na final quebrou o favoritismo do Maccabi Tel Aviv.
Na temporada seguinte quase repetiram o título europeu, mas esbarraram no fortíssimo Panathinaikos na final na casa dos verdes, OAKA Indoor Hall. Em 2008 reconquistou a Euroliga e tornou-se o segundo maior vencedor da competição, sendo superado apenas pelo Real Madrid.

### 2009–presente
Entre os anos de 2009 e 2017, o CSKA conquistou o título russo em todos os anos. Desde a fundação da VTB United League em, o clube moscovita domina a liga com 7 títulos em 8 disputados. Conquistou o sétimo título da Euroliga em 2015-16 vencendo o Fenerbahçe na final em Berlim pelo placar de 101-96 na prorrogação. Nando de Colo foi a estrela do ano, conquistando tanto o MVP da Euroliga e o MVP do Final Four.

## Honras

### Competições domésticas
- Premier League Soviética (extinta)

Campeões (24): 1944–45, 1959–60, 1960–61, 1961–62, 1963–64, 1964–65, 1965–66, 1968–69, 1969–70, 1970–71, 1971–72, 1972–73, 1973–74, 1975–76, 1976–77, 1977–78, 1978–79, 1979–80, 1980–81, 1981–82, 1982–83, 1983–84, 1987–88, 1989–90
Finalista (11): 1945–46, 1950–51, 1952–53, 1953–54, 1954–55, 1956–57, 1957–58, 1974–75, 1984–85, 1985–86, 1986–87
- Liga Russa (extinta)

Campeões (20): 1992, 1992–93, 1993–94, 1994–95, 1995–96, 1996–97, 1997–98, 1998–99, 1999–00, 2002–03, 2003–04, 2004–05, 2005–06, 2006–07, 2007–08, 2008–09, 2009–10, 2010–11, 2011–12, 2012–13
- VTB United League

Campeões (10): 2008, 2009–10, 2011–12, 2012–13, 2013–14, 2014–15, 2015–16, 2016–17, 2017-18, 2018-19
Finalista (1): 2010–11
- Copa Soviética (extinta)

Campeões (3): 1971–72, 1972–73, 1981–82
- Copa Russa

Campeões (4): 2004–05, 2005–06, 2006–07, 2009–10
Finalista (3): 2002–03, 2003–04, 2007–08

### Competições Europeias
- EuroLiga

Campeões (8): 1960–61, 1962–63, 1968–69, 1970–71, 2005–06, 2007–08, 2015–16, 2018-19
Finalistas (6): 1964–65, 1969–70, 1972–73, 2006–07, 2008–09, 2011–12
Semifinalistas (1): 1961–62
3º colocados (8): 1965–66, 1976–77, 1995–96, 2003–04, 2009–10, 2012–13, 2014–15, 2016–17
4º colocados (6): 1982–83, 1984–85, 2000–01, 2002–03, 2004–05, 2013–14
Final Four (17): 1966, 1996, 2001, 2003, 2004, 2005, 2006, 2007, 2008, 2009, 2010, 2012, 2013, 2014, 2015, 2016, 2017
- FIBA Saporta Cup (extinta)

Semifinalistas (2): 1985–86, 1986–87
- FIBA Korać Cup (extinta)

Semifinalistas (1): 1989–90
- Super Copa Europeia (semi-oficial, extinta)

3º colocado (1): 1988

### Não-oficial
- Tríplice Coroa

Campeões (1): 2005–06

### Competições Regionais
- Liga Norte Europeia (extinta)

Campeões (1): 1999–00

## Histórico de Temporadas
| CDKA        |   |             |                                      |                                      |                       |                |          |
| 1937–38     | 1 | Premier     | 12                                   | 12º lugar                            |                       |                |          |
| 1938–39     | 1 | Premier     | 9                                    | 9º lugar                             |                       |                |          |
| 1939–40     | 1 | Premier     | 13                                   | 13º lugar                            |                       |                |          |
| 1944–45     | 1 | Premier     | 1                                    | Campeão                              |                       |                |          |
| 1945–46     | 1 | Premier     | 2                                    | Finalsita                            |                       |                |          |
| 1946–47     | 1 | Premier     | 3                                    | 3º lugar                             |                       |                |          |
| 1947–48     | 1 | Premier     | 7                                    | 7º lugar                             |                       |                |          |
| 1948–49     | 1 | Premier     | 3                                    | 3º lugar                             |                       |                |          |
| BBC MBO     |   |             |                                      |                                      |                       |                |          |
| 1949–50     | 1 | Premier     | 3                                    | 3º lugar                             |                       |                |          |
| 1950–51     | 1 | Premier     | 2                                    | Finalista                            |                       |                |          |
| 1951–52     | 1 | Premier     |                                      |                                      |                       |                |          |
| 1952–53     | 1 | Premier     | 2                                    | Finalista                            |                       |                |          |
| CDSA        |   |             |                                      |                                      |                       |                |          |
| 1953–54     | 1 | Premier     | 2                                    | Finalista                            |                       |                |          |
| 1954–55     | 1 | Premier     | 2                                    | Finalista                            |                       |                |          |
| CSKA MO     |   |             |                                      |                                      |                       |                |          |
| 1955–56     | 1 | Premier     |                                      |                                      |                       |                |          |
| 1956–57     | 1 | Premier     | 2                                    | Finalista                            |                       |                |          |
| 1957–58     | 1 | Premier     | 2                                    | Finalista                            |                       |                |          |
| 1958–59     | 1 | Premier     |                                      |                                      |                       |                |          |
| 1959–60     | 1 | Premier     | 1                                    | Campeão                              |                       |                |          |
| CSKA Moscow |   |             |                                      |                                      |                       |                |          |
| 1960–61     | 1 | Premier     | 1                                    | Campeão                              |                       | 1 Euroliga     | C        |
| 1961–62     | 1 | Premier     | 1                                    | Campeão                              |                       | 1 Euroliga     | SF       |
| 1962–63     | 1 | Premier     |                                      |                                      |                       | 1 Euroliga     | C        |
| 1963–64     | 1 | Premier     | 1                                    | Campeão                              |                       | Desistiu       | Desistiu |
| 1964–65     | 1 | Premier     | 1                                    | Campeão                              |                       | 1 Euroliga     | FN       |
| 1965–66     | 1 | Premier     | 1                                    | Campeão                              |                       | 1 Euroliga     | 3º       |
| 1966–67     | 1 | Premier     |                                      |                                      |                       |                |          |
| 1967–68     | 1 | Premier     | 3                                    | 3º lugar                             |                       |                |          |
| 1968–69     | 1 | Premier     | 1                                    | Campeão                              |                       | 1 Euroliga     | C        |
| 1969–70     | 1 | Premier     | 1                                    | Campeão                              |                       | 1 Euroliga     | FN       |
| 1970–71     | 1 | Premier     | 1                                    | Campeão                              |                       | 1 Euroliga     | C        |
| 1971–72     | 1 | Premier     | 1                                    | Campeão                              | Campeão               |                |          |
| 1972–73     | 1 | Premier     | 1                                    | Campeão                              | Campeão               | 1 Euroliga     | FN       |
| 1973–74     | 1 | Premier     | 1                                    | Campeão                              |                       |                |          |
| 1974–75     | 1 | Premier     | 2                                    | Finalista                            |                       |                |          |
| 1975–76     | 1 | Premier     | 1                                    | Campeão                              |                       |                |          |
| 1976–77     | 1 | Premier     | 1                                    | Campeão                              |                       | 1 Euroliga     | SF       |
| 1977–78     | 1 | Premier     | 1                                    | Campeão                              |                       |                |          |
| 1978–79     | 1 | Premier     | 1                                    | Campeão                              |                       |                |          |
| 1979–80     | 1 | Premier     | 1                                    | Campeão                              |                       |                |          |
| 1980–81     | 1 | Premier     | 1                                    | Campeão                              |                       | 1 Euroliga     | SF       |
| 1981–82     | 1 | Premier     | 1                                    | Campeão                              | Campeão               | 1 Euroliga     | EF       |
| 1982–83     | 1 | Premier     | 1                                    | Campeão                              |                       | 1 Euroliga     | SF       |
| 1983–84     | 1 | Premier     | 1                                    | Campeão                              |                       |                |          |
| 1984–85     | 1 | Premier     | 2                                    | Finalista                            |                       | 1 Euroliga     | SF       |
| 1985–86     | 1 | Premier     | 2                                    | Finalista                            |                       | 2 Copa Saporta | SF       |
| 1986–87     | 1 | Premier     | 2                                    | Finalista                            |                       | 2 Copa Saporta | SF       |
| 1987–88     | 1 | Premier     | 1                                    | Campeão                              |                       |                |          |
| 1988–89     | 1 | Premier     | 3                                    | 3º lugar                             |                       | 1 Euroliga     | EF       |
| 1989–90     | 1 | Premier     | 1                                    | Campeão                              |                       | 3 Korać Cup    | SF       |
| 1990–91     | 1 | Premier     | 4                                    | Semifinalista                        |                       | 1 Euroliga     | T16      |
| 1991–92     | 1 | Premier     | 1                                    | Campeão                              |                       |                |          |
| 1992–93     | 1 | Premier     | 1                                    | Campeão                              |                       | 2 Copa Saporta | QF       |
| 1993–94     | 1 | Superliga A | 1                                    | Campeão                              |                       | 1 EuroLiga     | GS       |
| 1994–95     | 1 | Superliga A | 1                                    | Campeão                              |                       | 1 EuroLeague   | EF       |
| 1995–96     | 1 | Superliga A | 1                                    | Campeão                              |                       | 1 EuroLiga     | 3º       |
| 1996–97     | 1 | Superliga A | 1                                    | Campeão                              |                       | 1 EuroLiga     | GS       |
| 1997–98     | 1 | Superliga A | 1                                    | Campeão                              |                       | 1 EuroLiga     | EF       |
| 1998–99     | 1 | Superliga A | 1                                    | Campeão                              |                       | 1 EuroLiga     | T16      |
| 1999–00     | 1 | Superliga A | 1                                    | Campeão                              |                       | 1 EuroLiga     | T16      |
| 2000–01     | 1 | Superliga A | 4                                    | 4º lugar                             |                       | 1 SuproLeague  | SF       |
| 2001–02     | 1 | Superliga A | 4                                    | 5º lugar                             |                       | 1 EuroLiga     | EF       |
| 2002–03     | 1 | Superliga A | 1                                    | Campeão                              | Finalista             | 1 EuroLiga     | SF       |
| 2003–04     | 1 | Superliga A | 1                                    | Campeão                              | Finalista             | 1 EuroLiga     | 3º       |
| 2004–05     | 1 | Superliga A | 1                                    | Campeão                              | Campeão               | 1 EuroLiga     | SF       |
| 2005–06     | 1 | Superliga A | 1                                    | Campeão                              | Campeão               | 1 EuroLiga     | C        |
| 2006–07     | 1 | Superliga A | 1                                    | Campeão                              | Campeão               | 1 EuroLiga     | FN       |
| 2007–08     | 1 | Superliga A | 1                                    | Campeão                              | Finalista             | 1 EuroLiga     | C        |
| 2008–09     | 1 | Superliga A | 1                                    | Campeão                              | 3º lugar              | 1 EuroLiga     | FN       |
| 2009–10     | 1 | Superliga A | 1                                    | Campeão                              | Campeão               | 1 EuroLiga     | 3º       |
| 2010–11     | 1 | PBL         | 2                                    | Campeão                              |                       | 1 EuroLiga     | FG       |
| 2011–12     | 1 | PBL         | 1                                    | Campeão                              |                       | 1 EuroLiga     | FN       |
| 2012–13     | 1 | PBL         | 2                                    | Campeão                              |                       | 1 EuroLiga     | 3º       |
| 2013–14     | 1 | Liga Unida  | 2                                    | Campeão                              | Quartas de Finais     | 1 EuroLiga     | SF       |
| 2014–15     | 1 | Liga Unida  | 1                                    | Campeão                              | Fase de classificação | 1 Euroliga     | 3º       |
| 2015–16     | 1 | Liga Unida  | 1                                    | Campeão                              | Fase de classificação | 1 Euroliga     | C        |
| 2016–17     |   | Liga Unida  | 1                                    | Campeão                              | Oitavas de final      | 1 EuroLiga     | 3º       |
| 2017-18     | 1 | Liga Unida  | 1                                    | Campeão                              |                       | 1 EuroLiga     | SF       |
| 2018-19     | 1 | Liga Unida  | 1                                    | Campeão                              |                       | 1 EuroLiga     | C        |
| 2019–20     | 1 | Liga Unida  | Cancelado devido à Pandemia de COVID | Cancelado devido à Pandemia de COVID | Oitavas de final      | 1 EuroLiga     | Canc     |
| 2020-21     | 1 | Liga Unida  | 4                                    | Campeão                              |                       | 1 EuroLiga     | SF       |

## Jogadores Notáveis
- Vladimir Andreev
- Sergei Bazarevich
- Sergei Belov
- Ivan Edeshko
- Gennadi Volnov
- Viktor Zubkov
- Yuri Korneev
- Anatoly Myshkin
- Armenak Alachachian
- Heino Enden
- Jaak Lipso
- Tiit Sokk
- Gundars Vētra
- Rimas Kurtinaitis
- Vladimir Tkachenko
- Alexander Volkov
- Alzhan Zharmukhamedov
- Ruslan Avleev
- Alexandre Bachminov
- Vasily Karasev
- Sasha Kaun
- Victor Khryapa
- Andrei Kirilenko
- Dmitri Domani
- Nikita Kurbanov
- Sergei Monia
- Nikita Morgunov
- Sergei Panov
- Zakhar Pashutin
- Alexey Savrasenko
- Alexey Shved
- Dmitri Sokolov
- J. R. Holden
- Vitaly Nosov
- Victor Keyru
- Aleksei Zozulin
- Rubén Wolkowyski
- David Andersen
- Tomas Van Den Spiegel
- Vladan Alanović
- Gordan Giriček
- Zoran Planinić
- Joško Poljak
- Mate Skelin
- Martin Müürsepp
- Julius Nwosu
- Pops Mensah-Bonsu
- Joel Freeland
- Dimos Dikoudis
- Nikos Chatzivrettas
- Theo Papaloukas
- Nikos Zisis
- Gintaras Einikis
- Darjuš Lavrinovič
- Ramūnas Šiškauskas
- Darius Songaila
- Zoran Erceg
- Boban Marjanović
- Nenad Krstić
- Dragan Tarlać
- Miloš Teodosić
- Viacheslav Kravtsov
- Erazem Lorbek
- Matjaž Smodiš
- Mirsad Türkcan
- Victor Alexander
- Marcus Brown
- Patrick Eddie
- Chuck Evans
- Jamont Gordon
- Marcus Gorée
- Antonio Granger
- Michael Jennings
- Trajan Langdon
- Rusty LaRue
- Curtis McCants
- Sammy Mejia
- Terence Morris
- Marcus Webb
- Sonny Weems
- Edmond Wilson
- David Vanterpool
- Aaron Jackson
- Óscar Torres

## Treinadores
- Evgenii Alexeev (1953–1966)
- Alexander Gomelsky (1966–1968, 1970–1980, 1985–1986)
- Armenak Alachachian (1968–1970)
- Jurij Selichov (1980–1981, 1982–1985, 1986–1989)
- Sergei Belov (1981–1982, 1989–1990)
- Ivan Edeshko (1990–1991)
- Stanislav Eremin (1992–2000)
- Valeri Tikhonenko (2000–2002)
- Dušan Ivković (2002–2005)
- Ettore Messina (2005–2009, 2012–2014)
- Evgeniy Pashutin (2009–2010)
- Duško Vujošević (2010–2011)
- Dmitry Shakulin (2010–2011)
- Jonas Kazlauskas (2011–2012)
- Dimitrios Itoudis (2014–presente

## Partidas contra equipes da NBA
| 7 de outubro de 2006 | Boxscore | Los Angeles Clippers | 75–94 | CSKA Moscovo |  | Universal Sports Hall CSKA, Moscovo |  |

| 11 de outubro de 2006 | Boxscore | Philadelphia 76ers | 85–71 | CSKA Moscovo |  | Kölnarena, Colônia |  |

| 10 de outubro de 2008 | Boxscore | Orlando Magic | 94–66 | CSKA Moscovo |  | Amway Arena, Orlando, FL |  |

| 14 de outubro de 2008 | Boxscore | Toronto Raptors | 86–78 | CSKA Moscow |  | Air Canada Centre, Toronto, ON |  |

| 12 de outubro de 2010 | Boxscore | Miami Heat | 96–85 | CSKA Moscovo |  | American Airlines Arena, Miami, FL |  |

| 14 de outubro de 2010 | Boxscore | Oklahoma City Thunder | 97–89 | CSKA Moscovo |  | Ford Center, Oklahoma City, OK |  |

| 16 de outubro de 2010 | Boxscore | Cleveland Cavaliers | 87–90 | CSKA Moscovo |  | Quicken Loans Arena, Cleveland, OH |  |

| 7 de outubro de 2013 | Boxscore | Minnesota Timberwolves | 106–108 | CSKA Moscovo |  | Target Center, Minneapolis, MN |  |

| 9 de outubro de 2013 | Boxscore | San Antonio Spurs | 95–93 | CSKA Moscovo |  | AT&T Center, San Antonio, TX |  |